# Ruta Estatal de Nevada 529
La Ruta Estatal de Nevada 529, y abreviada SR 529 (en inglés: Nevada State Route 529) es una carretera estatal estadounidense ubicada en el estado de Nevada. La carretera inicia en el Sur desde la US 50  , US 395   en Carson City hacia el Norte en la US 395     en Carson City. La carretera tiene una longitud de 9,1 km (5.656 mi).

## Mantenimiento
Al igual que las autopistas interestatales, y las rutas federales y el resto de carreteras estatales, la Ruta Estatal de Nevada 529 es administrada y mantenida por el Departamento de Transporte de Nevada por sus siglas en inglés Nevada DOT.